# Landal
Landal ist eine Gemeinde (Freguesia) im portugiesischen Kreis Caldas da Rainha. In ihr leben 938 Einwohner (Stand 19. April 2021).